# Eslavo oriental antigo
Eslavo oriental antigo ou russo antigo era uma língua usada nos séculos XI-XV por eslavos orientais pelos habitantes da região do lago ilmen, as nascentes dos rios Volga, Oca e Duína Ocidental e ao longo dos rios Dniepre, Dniestre e Bug. Ela é amplamente atestada em documentos de sua época, e o alfabeto usado nesses documentos é a escrita glagolítica.